# Wolhusen
Wolhusen är en kommun i distriktet Entlebuch i kantonen Luzern, Schweiz. Kommunen har 4 561 invånare (2023).
Kommunens huvudort är orten Wolhusen. Wolhusen består av två ortsdelar, den större Wolhausen-Wiggern på norra sidan floden Kleine Emme och den mindre ortsdelen Wolhausen-Markt på södra sidan Kleine Emme. Wolhausen-Markt ligger i kommunen Werthenstein och är dess huvudort.
För den västra delen av kommunen som består av ett antal småbyar och gårdar används samlingsnamnet Steinhuserberg.